# Tunnel Silberberg
Der Tunnel Silberberg ist ein einröhriger Eisenbahntunnel der Neubaustrecke Ebensfeld–Erfurt bei Großbreitenbach. Mit einer Länge gemäß Planfeststellungsbeschluss von 7407,4 m (Streckenkilometer 140,114 bis 147,521) ist er, nach dem Tunnel Bleßberg, der zweitlängste Tunnel der Strecke. Der Tunnel ist zudem einer der 10 längsten Eisenbahntunnel Deutschlands.
Die Errichtung des Tunnels wurde am 26. März 2009 für eine Auftragssumme von mehr als 200 Millionen Euro vergeben. Drei der vier ARGE-Partner bekamen außerdem im Mai 2009 den Zuschlag zur Ausführung des benachbarten Bauloses mit den anschließenden Tunneln Brandkopf und Lohmeberg einschließlich der dazwischen liegenden Brücken Wohlrosetal und Schobsetal.
Das Bauwerk unterquert unter anderem die Ortschaft Großbreitenbach sowie das unter Schutz gestellte Obere Möhrenbachtal.
Das Bauwerk galt, neben dem Tunnel Bleßberg, als bauzeitbestimmend für die Neubaustrecke.

## Geschichte

### Planung
Die geplante Länge des Bauwerks wurde 1999 mit 7391 m angegeben. Die Planfeststellung lag zu diesem Zeitpunkt bereits vor.
Als Maßnahme gegen den Tunnelknall entstanden zusätzliche Portalbauwerke.

### Bau
Die Errichtung des Bauwerks wurde im Mai 2008 europaweit ausgeschrieben und sollte zwischen Mai 2009 und September 2012 erfolgen. Deutsche Bahn und anbietende Bauunternehmen wurden sich zunächst nicht über den Preis einig (Stand: Juli 2008). Das Bauwerk wurde schließlich am 26. März 2009 vergeben. Im Juni 2009 begannen die Bauarbeiten. Der Baubeginn wurde am 11. September 2009 gefeiert.
Zunächst wurden zwei Zwischenangriffs-Stollen bei Möhrenbach und Altenfeld angelegt. Diese sollen später als Notausgänge dienen. Der erste, 752 m lange, Stollen (zwischen Großbreitenbach und Altenfeld) wurde am 11. September 2009 feierlich angestochen. Die Tunnelpatenschaft übernahm Dagmar Schipanski, die damalige Präsidentin des Thüringer Landtags. Am 8. April 2010 wurde im Stollen Möhrenbach feierlich der Vortrieb für den Fahrtunnel begonnen. Zu diesem Zeitpunkt waren bereits 140 Meter Richtung Süden und 80 Richtung Norden vorgetrieben gewesen. Von den beiden Portalen sollten ab 2010 jeweils nur etwa 50 Meter ausgebrochen werden.
Mit 1500 Tonnen Sprengstoff wurden 1,5 Millionen Kubikmeter Material abgebaut. Das Ausbruchsmaterial wurde in zwei Deponien am nahe gelegenen Ilmsenberg (50° 35′ 47″ N, 10° 58′ 50″ O) und auf einer Anhöhe am Reischeltal (50° 34′ 30″ N, 10° 58′ 59″ O) eingebaut. Allein die Deponie Reischeltal umfasst eine Fläche von 18,6 Hektar und ist für 1,1 Mio m³ Ausbruchmaterial ausgelegt. Mit dem Ausbruch entstanden Landschaftsmodellierungen, die aufgeforstet oder mit Waldmantel- und Staudenvegetation sowie Heumulchsaaten landschaftstypisch gestaltet wurden. Der Abtransport des gelösten Materials erfolgte im Norden über die L 1047 auf die 1,7 Kilometer entfernte Deponie Ilmsenberg. Nach Abschluss der Transporte erhielt die Straße im Sommer 2013 einen neuen Belag.
Die Abschlagslängen lagen zwischen 1,3 und 2,2 Metern. Ende Juli 2010 waren 730 Meter nach Süden und 570 Meter nach Norden vorgetrieben. Im Herbst 2010 liefen die Bauarbeiten unterhalb von Großbreitenbach. Infolge unerwartet starker Wasserzutritte verzögerten sich die Vortriebsarbeiten. In der Nacht vom 2. zum 3. April kam es im Tunnel NA2 Ortsbrust Mitte zu einem starken Wassereinbruch mit Zuflüssen bis zu 35 l/s. Im April 2011 war das Nordportal erreicht, Ende Juni das Südportal.

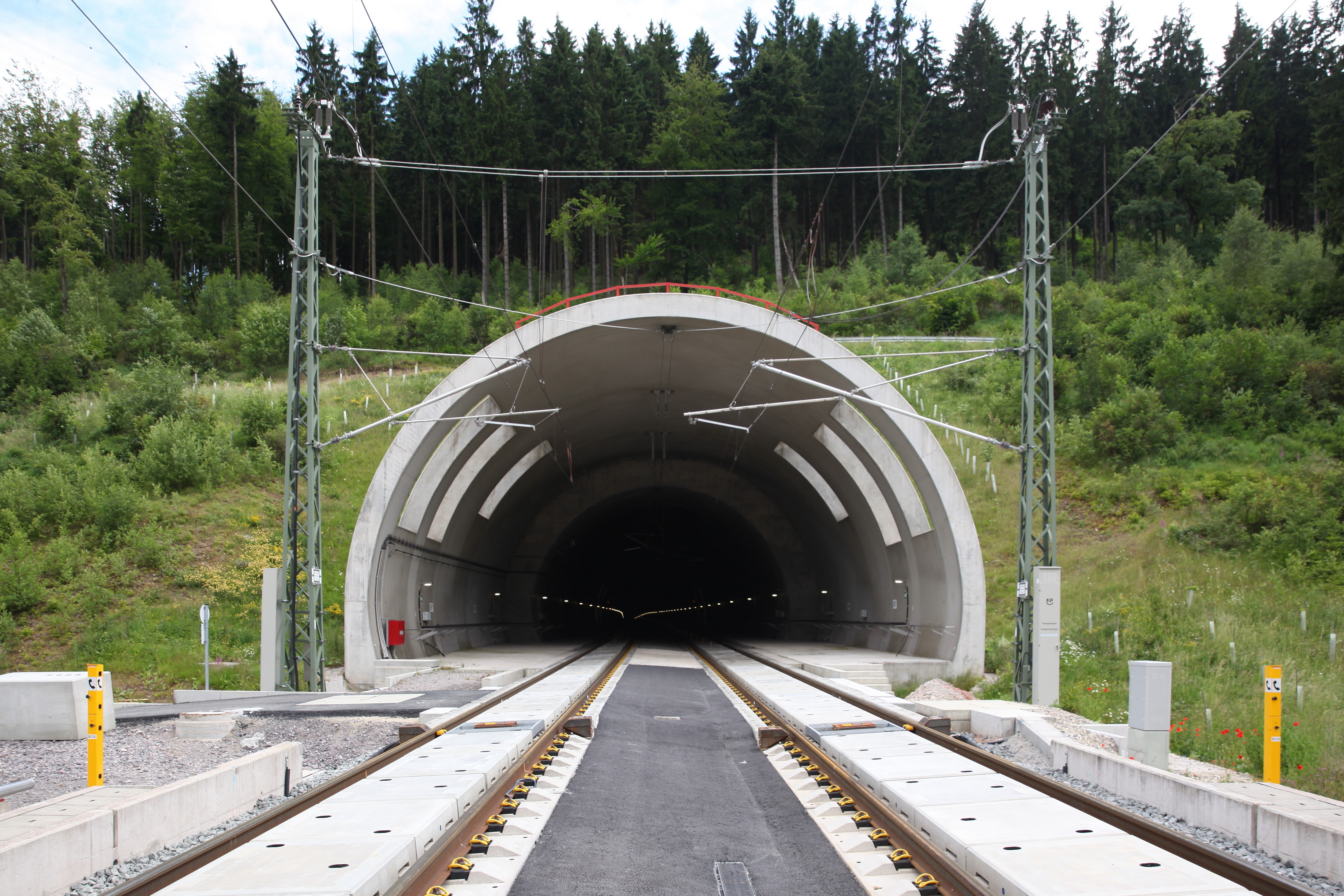
Nordportal mit Öffnungen zur Vermeidung des Tunnelknalls (2017)

Der für Ende August 2011 geplante Durchschlag zwischen dem Nord- und Südvortrieb verzögerte sich, da über eine längere Strecke kein festes Gestein, sondern eher bröckliges, von Sand und Ton durchzogenes Material angetroffen wurde. Über Monate betrug der Vortrieb im Schnitt nur zehn, elf Meter in der Woche. Um den Zeitverzug zu minimieren, wurde der Vortrieb von der Nordseite länger als ursprünglich geplant. Der technische Durchschlag war nach 2205 Metern Vortrieb vom nördlichen Zwischenangriff bei Möhrenbach Richtung Süden und 1971 Metern Vortrieb vom südlichen Zwischenangriff bei Altenfeld Richtung Norden am 7. November 2011. Die Durchschlagsfeier folgte am 29. November 2011.
Die innere Tunnelschale wurde vom Südportal aus mit einem und vom Nordportal aus mit zwei Schalwagen hergestellt. Die Herstellung dauerte anderthalb Jahre. Die letzte Betonage wurde am 24. April 2013 gefeiert. Insgesamt wurden 135.000 Kubikmeter Beton sowie 11.000 Tonnen Betonstahl verbaut.
Aufgrund erhöhten Wasserzutritts soll die Innenschale auf einer Länge von 4,5 km statt vormals vorgesehener 1,5 km druckwasserhaltend ausgebaut werden. Der Rohbau sollte im Oktober 2013, nach einer Bauzeit von 41 Monaten abgeschlossen werden.
Die Überdeckung der Röhre liegt bei bis zu 120 m. Bei der Unterfahrung der Stadt Großbreitenbach, in einer Tiefe von rund 60 m, galt ein Nachtsprengverbot. Im Frühjahr 2011 wurde ein um 50 m abgesunkener Grundwasserspiegel in Großbreitenbach festgestellt. Die Deutsche Bahn bestritt einen Zusammenhang mit den Tunnelbauarbeiten.
Der Tunnelnutzquerschnitt liegt bei 92 Quadratmetern, der Ausbruchsquerschnitt bei etwa 130 m². Die Tunnel durchquert dabei unter anderem die Gesteinsformen des Quarzitschiefers, Ton-Sandsteine und Vulkanite.
Bereits bis Juli 2007 waren Baustraßen in einer Gesamtlänge von 20 km errichtet worden.

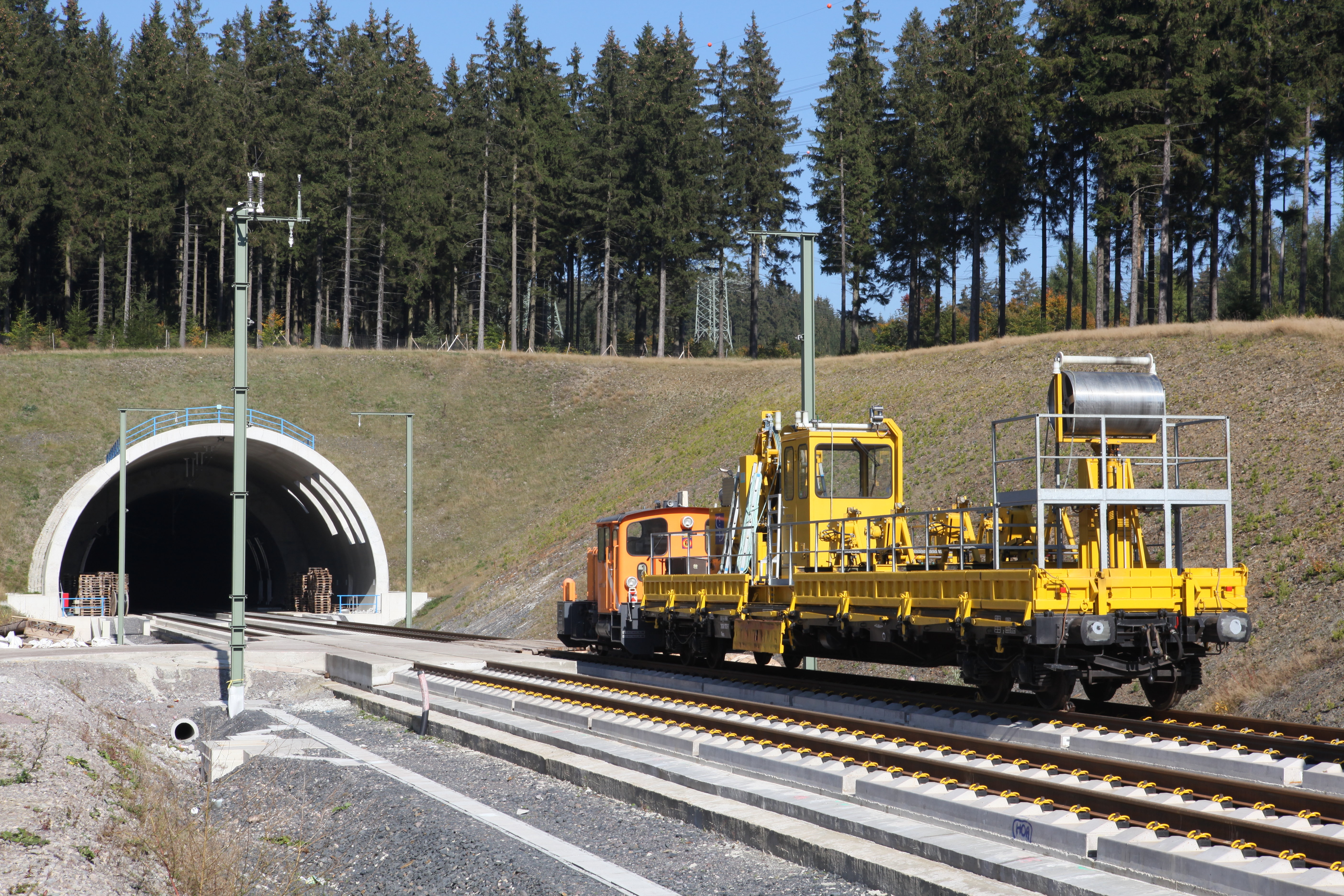
Südportal, davor Diesellokomotive und Arbeitswagen für Oberleitungsarbeiten

Für Arbeiten an der Oberleitung wurden Anfang Oktober 2015 eine kleine Diesellokomotive und ein Arbeitswagen mit Tiefladern vom Coburger Güterbahnhof zum Tunnel Silberberg transportiert, der noch keinen Anschluss an das Gleisnetz hatte.
Während der Bauarbeiten wurde die GSM-R-Basisstation Silberberg Mitte beschädigt und wurde ausgetauscht.

### Bauunfall
Am späten Abend des 26. Februar 2016 stießen bei Rangierarbeiten zwei Züge mit Baugeräten zusammen. Dabei geriet ein Dieseltank auf einem Anhänger ins Rutschen und verletzte einen 54-jährigen Arbeiter schwer. Er starb kurz darauf im Krankenhaus.

### Inbetriebnahme
Am 4. November 2017 fand die letzte von zwölf entlang der Strecke vor Inbetriebnahme abgehaltenen Rettungsübungen im Tunnel Silberberg statt.
Am Südportal wurde zusätzlich eine Wetterstation aufgestellt.

## Rettungskonzept
Das Bauwerk hat acht Notausgänge im Abstand von maximal 1000 m, die mit feuerhemmenden und rauchdichten Schleusen vom Fahrtunnel getrennt werden. Die Feste Fahrbahn und die Stollen sind für Straßenfahrzeuge befahrbar. Im Tunnel sind im Abstand von 100 m Wendestellen vorhanden. Eine durchgängige Löschwasserleitung ist vorhanden. Der Notausgang 1 ist bei Streckenkilometer 141,124 mit einem 494 m langen Parallelstollen westlich vom Fahrtunnel an den Notausgang 2 bei Streckenkilometer 141,618 angeschlossen, wo ein 752 m langer Fensterstollen Richtung Reischeltal ins Freie führt. Notausgang 3 zweigt unterhalb der Großbreitenbacher Glaswerk-Siedlung auf der östlichen Seite bei Streckenkilometer 142,618 vom Fahrtunnel ab und ist mit einem 539 m langen Fensterstollen in Richtung Wiegandsmühle am Grundsbach erschlossen. Notausgang 4 bei Streckenkilometer 143,618, Notausgang 5 bei Streckenkilometer 144,343 und Notausgang 6 bei Streckenkilometer 145,068 sind über einen insgesamt 2180 m langen Parallelstollen, östlich vom Fahrtunnel liegend, an den Notausgang 7.1 bei Streckenkilometer 145,798 angeschlossen, wo ein 344,5 m langer Fensterstollen in einem ehemaligen Steinbruch ins Freie führt. Der nördlich liegende Notausgang 7.2 bei Streckenkilometer 145,868 ist mit einem 70 m langen, begehbaren Parallelstollen ebenfalls an den Fensterstollen angeschlossen. Notausgang 8 bei Streckenkilometer 146,868 besteht aus einem Schachtbauwerk mit etwa neun Metern Durchmesser, das über einen etwa 22 m langen Stollen mit dem Fahrtunnel verbunden ist und westlich von Möhrenbach im Gruberntal an die Oberfläche führt. Als zusätzliche Zufahrt zum Nordportal ist die Wohlrosetalbrücke für Rettungsfahrzeuge befahrbar.
Im Rahmen der achten Planänderung im Jahr 2015 wurde nachträglich der zusätzliche Notausgang 7.2 errichtet. Außerdem wurde 2017 bei Notausgang 4 aus Sicherheitsgründen zur Belüftung der befahrbaren Rettungsstollen ein Lüftungsschacht mit einer Höhe von etwa 120 m und einem Außendurchmesser von rund 2,6 m hergestellt.
Der Ilm-Kreis klagte gegen das Sicherheitskonzept, da er den Rettungsplatz am Notausgang bei Möhrenbach für zu klein erachtet. Das Eisenbahn-Bundesamt verweist darauf, dass im Ernstfall die angrenzende Landesstraße gesperrt werden könne. Am 28. Februar 2019 entschied das Bundesverwaltungsgericht über eine Klage des Landes Thüringen und des Landkreises Sonneberg zur Größe verschiedener Rettungsplätze an der Strecke. Bei einem Rettungsplatz des Bleßbergtunnels gaben das Gericht den Klägern Recht, u. a. in Bezug auf den Tunnel Silberberg wurde die Klage dagegen abgewiesen.

## Galerie

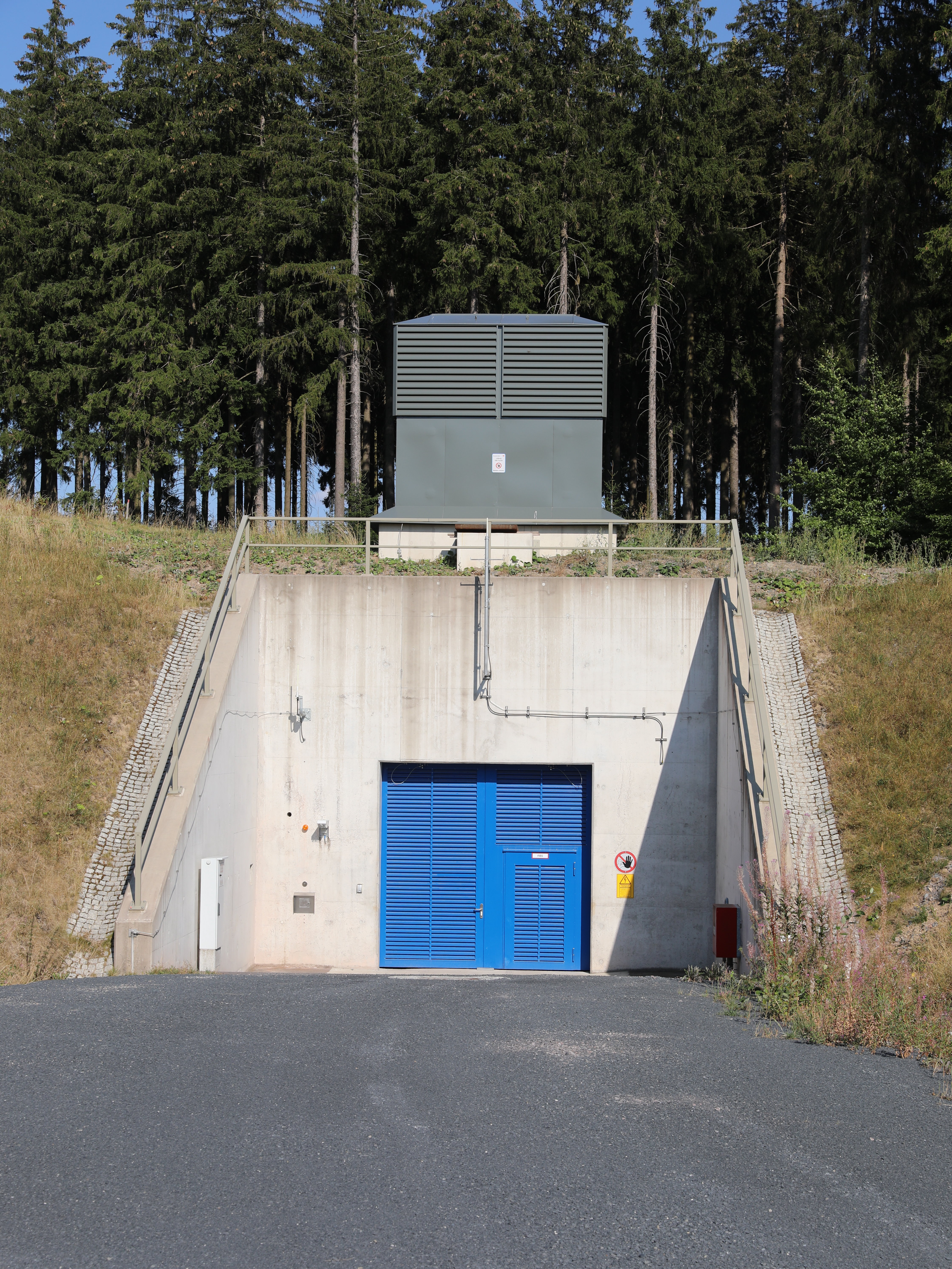
Südlicher Zwischenangriffsstollen, Notausgang 2 50° 34′ 26,3″ N, 10° 59′ 2″ O
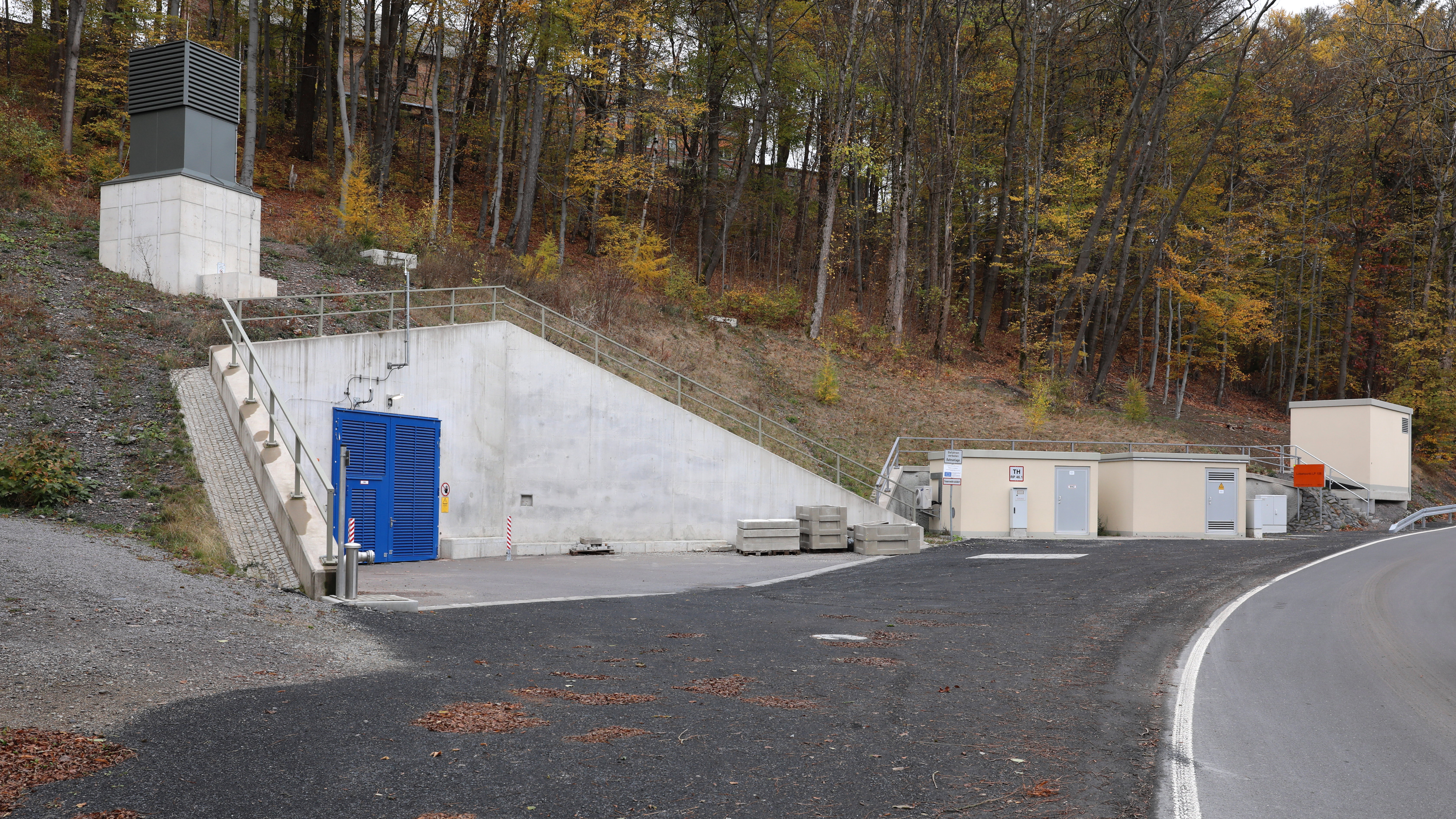
Notausgang 3 50° 34′ 46,4″ N, 10° 59′ 52,6″ O
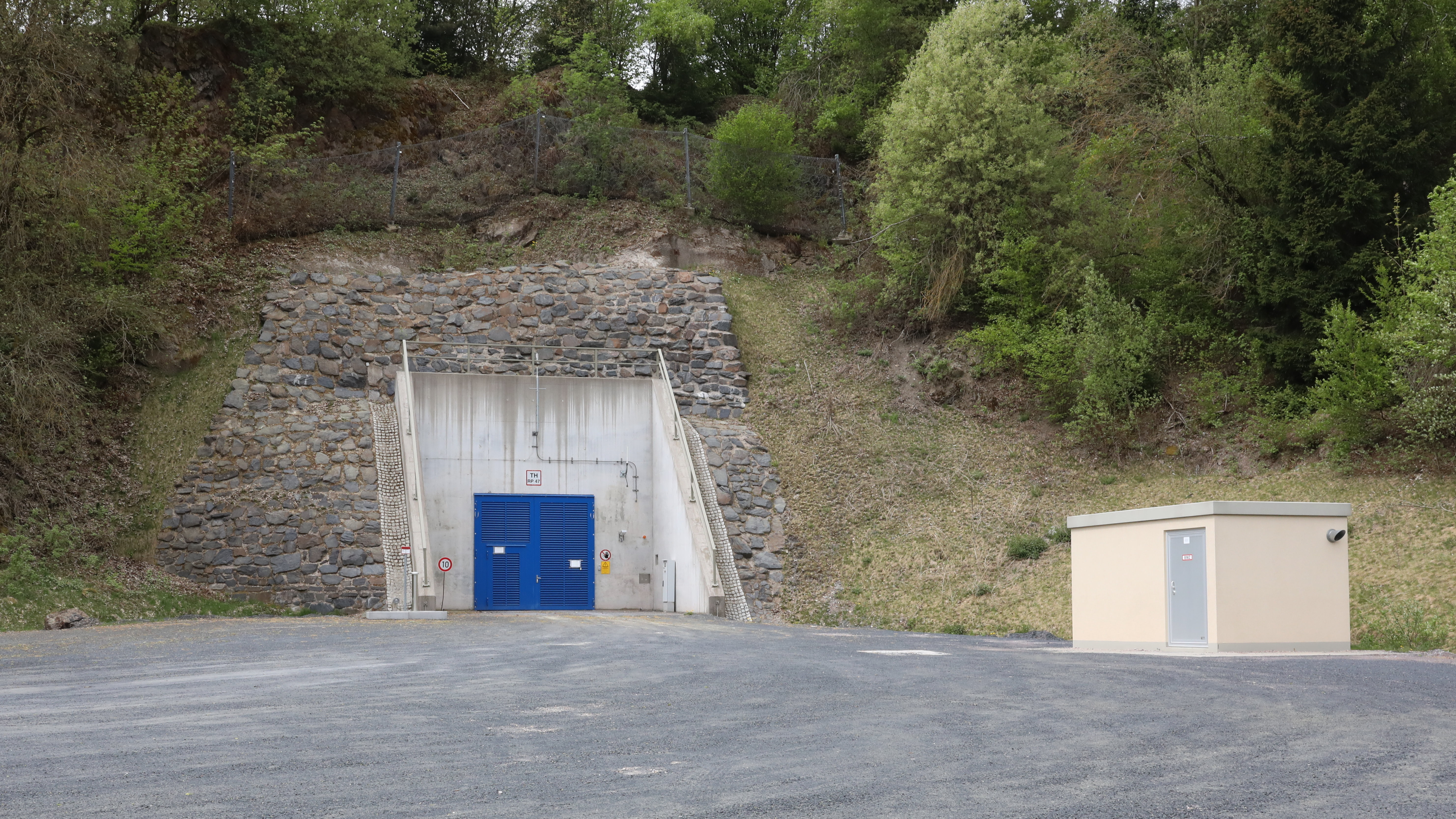
Nördlicher Zwischenangriffsstollen, Notausgang 7 50° 36′ 43,1″ N, 10° 59′ 28,5″ O
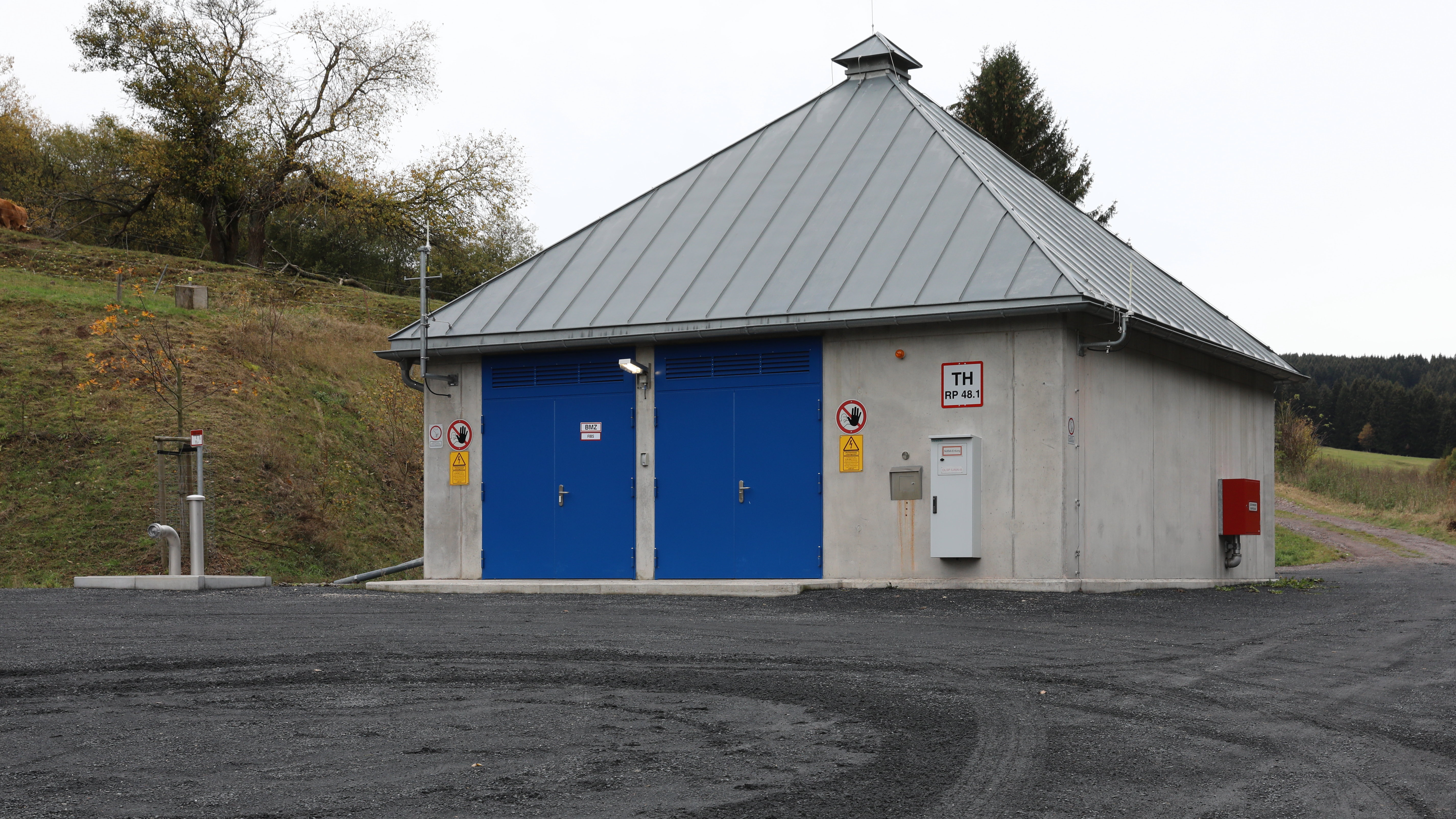
Schachtgebäude Notausgang 8 50° 37′ 16,3″ N, 10° 59′ 4,5″ O
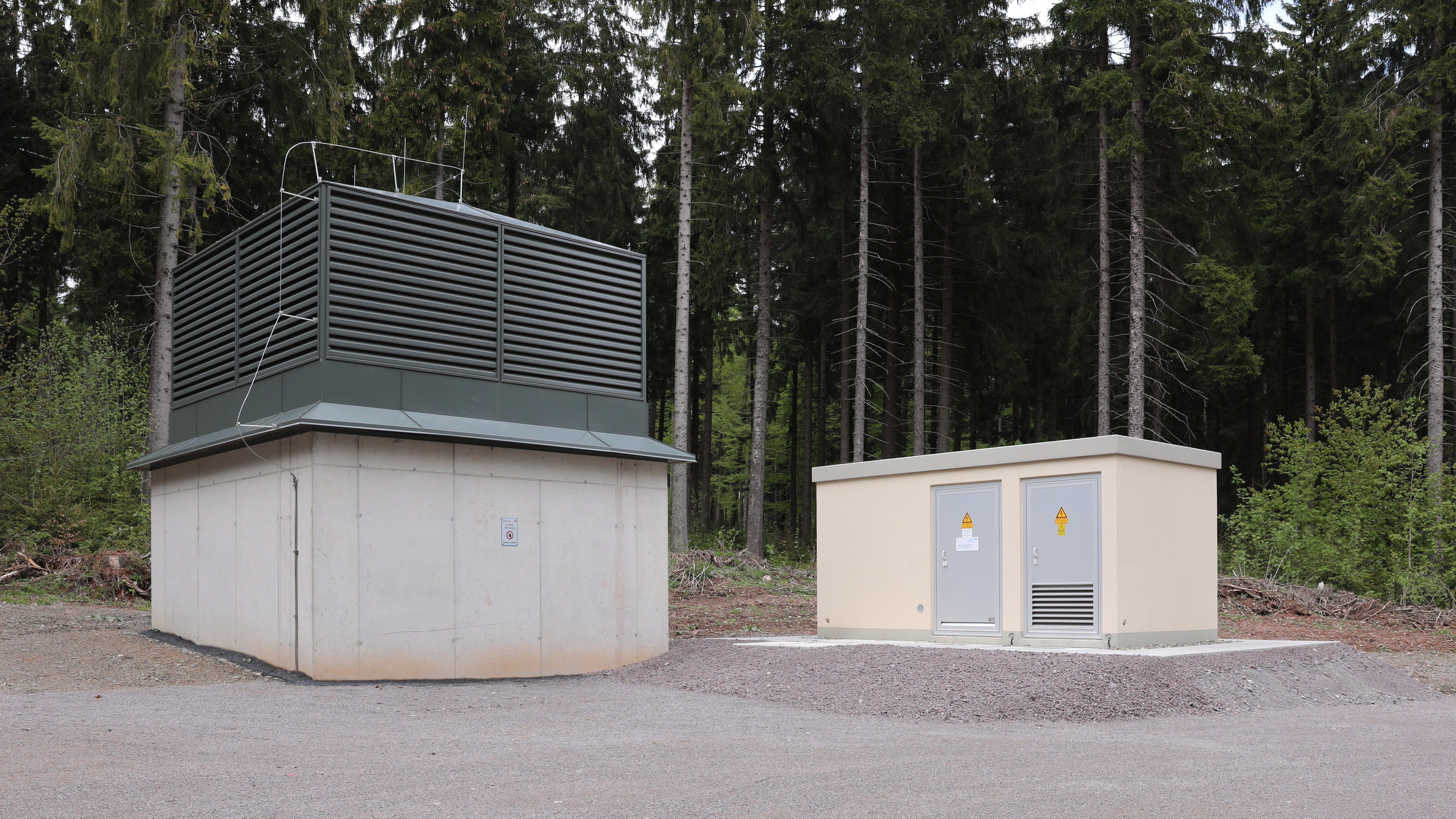
Lüftungsschachtgebäude 50° 35′ 33″ N, 10° 59′ 31″ O

## Belege
- 5 Meter pro Tag Vortrieb am ICE-Silberbergtunnel in Thüringer Allgemeine vom 14. Februar 2007
- Aufträge für ICE-Tunnel im Silberberg in Thüringer Allgemeine vom 13. Dezember 2006